# Вілаят Нохчійчо
Вілаят Нохчійчо (Ічкерія) (Збройні сили Вілаяту Нохчійчо Імарату Кавказ) (досл. «Провінція Ічкерія»; чеч. Vilayat Noxçiyçö, Вилаят Нохчийчоь, [vilɑˈjɑt nɔxt͡ʃijˈt͡ʃœ]), раніше також відома як Джамаат Нохчійчо (чеч. Джамаат Нохчийчоь) — чеченська військова організація, воєнізована частина Імарату Кавказ, що діяла у 2007 — 2015 роках на території колишньої Чеченської Республіки Ічкерія замість неї, як одна із шести вілаятів емірату .

## Історія

### Передумови
Після здобуття незалежності Чеченської Республіки Ічкерія від РФ в 1996 році після Першої російсько-чеченської війни, Росія захопила її під час Другої російсько-чеченської війни, а пряме окупаційне правління було встановлено в травні 2000 року. 
Після втрати територіального контролю, ЧРІ продовжувала існувати у формі повстанських груп, які вели партизанську війну. Ічкерія була ослаблена в результі бойових дій в наступні роки, зазнавши втрат, включаючи смерть президентів Аслана Масхадова та Абдула-Халіма Садулаєва. Після смерті Садулаєва в червні 2006 року Доку Умаров був обраний наступним лідером ЧРІ. 

### Утворення Імарату Кавказ
7 жовтня 2007 року президент Доку Умаров оголосив про створення Імарату Кавказ, який прагнув створити незалежну Ісламську державу на Північному Кавказі.
10 жовтня 2007 року Умаров видав указ про перетворення Чеченської Республіки Ічкерія на Вілаят Нохчійчо Імарату Кавказ. 

### Суперечка за лідерство
У серпні 2010 року на сайті повстанського «Кавказ-центру» було опубліковано відео, на якому Докку Умаров оголосив про свою відставку з поста лідера Імарату Кавказ і оголосив своїм наступником чеченського командира Асланбека Вадалова. За цим послідувало ще одне відео того ж місяця, на якому Умаров скасовує рішення. 
Після цих подій кілька командувачів чеченського крила Імарату Кавказ — Тархан Газієв, Муханнад, Асланбек Вадалов і Хусейн Гакаєв відкликали свою присягу на вірність Умарову. У відео вони також оголосили, що Гекаєв обраний еміром Чечні.
У липні 2011 року шаріатський суд виніс рішення на користь Умарова, і командири підтвердили свою вірність. Потім Умаров оголосив про реорганізацію вілаяту на два військових сектори, причому Аслана Бютукаєва було призначено головою новоствореного Західного сектору, а Хусейна Гакаєва — головою Східного сектору. 

### Смерть Умарова та перехід на бік ІД
Після смерті лідера Імарату Кавказ Доку Умарова в 2013 році Бютукаєв, як повідомляється, став новим головою Вілаяту Нохчійчо. 
15 травня 2014 року в мережі було оприлюднено відео, на якому видно, як Аслан Бютукаєв і окружні командири повстанців дають присягу на вірність новому голові Імарату Кавказ Аліасхабу Кебекову. Це була найбільша зустріч чеченських повстанців, яка відбулася з часів суперечки про лідерство в 2011 році.  Незважаючи на це, з кінця 2014 року багато чеченських командирів середнього рівня відмовилися від присяги Кебекову та присягнули на вірність лідеру Ісламської держави Абу Бакру аль-Багдаді. 
У червні 2015 року Бютукаєв оголосив, що також присягнув на вірність аль-Багдаді. 

## Структура
29 Рамадана 1428 року (11 жовтня 2007 року) амір Імарату Кавказ Абу-Усман (Доку Умаров) підписав низку правових державних актів про перетворення ЧРІ у Вілаят Нохчійчо, про адміністративно-територіальний устрій Імарату Кавказ та скасування політичних інститутів колишньої ЧРІ, які не відповідають шаріату, а також затвердив структуру новоутвореної організації . 
До 2011 року структура Вілаяту Нохчійчо являла собою Cхідний і Західний фронти, сектори та різні бойові джамаати  : 
| Фронт Збройних сил Вілаяту | Командувачі фронтом                              | Сектори фронту                                                                                            | Аміри секторів |
| -------------------------- | ------------------------------------------------ | --- | --- |
| Східний                    | Асламбек Вадалов, його заступник — Хусейн Гакаєв | Шалінский Курчалоївський Центаройський Гудермеський Даргинський Ножай-Юртовський Веденський Тевзанинський | Хусейн Гакаєв, Заурбек Авдорханов, Махран Саїдов, Рахман Шабанов (амір Абдурахман), Усман Мунцігов †, Амір Алі, Махарбі Теміралієв (амір Махарбі, Абудар), Амір Селім, Усама Якубов (амір Усам), Ільман Естаміров (амір Ільман) † |
| Південно-Західний          | Тархан Газієв, його заступник — Аслан Бютукаєв   | Ачхой-Мартановский Ітум-Калінський Урус-Мартанівский Шатойский                                            | Іслам Успахаджієв †, Амір Абдуллах, Чингісхан Гішаєв (амір Абдул-Малік) †, Амір Асадуллах |

У 2011 році Доку Умаров реорганізував структуру Збройних сил Вілаяту Нохчійчо: були скасовані Східний і Південно-Західні фронти, а сам Вілаят був розбитий на військові сектори .
Доку Умаров призначив своїми наїбами (заступниками) аміра Хамзата (Західний напрямок) та аміра Хусейна (Східний напрямок) .
Структура Збройних сил Вілаяту Нохчійчо набула наступного вигляду :
| Напрямок Збройних сил Вілаяту | Командувач напрямку                                  | Сектори                                                                                     | Аміри секторів |
| ----------------------------- | ---------------------------------------------------- | ------------------------------------------------------------------------------------------- | --- |
| Західний                      | Аслан Бютукаєв †                                     | Ачхой-Мартановський Ітум-Калінський Сунженський Урус-Мартанівский Шатойський                | Рустам Салієв (амір Абу-Муслім) †, Амір Асадуллах, Амір АбдуСсабур Сунженський †, Амір Абдуллах, Амір Абу́-Да́уд                                                              |
| Східний                       | Хусейн Гакаєв †, потім Махран Саїдов (до кінця 2014) | Шалінський Курчалоївський Центаройський Гудермеський Даргинський Ножай-Юртовский Веденський | Муслім Гакаєв †, Заурбек Авдорханов †, Махран Саїдов, Рахман Шабанов (амір Абдурахман) †, Амір Алі, Махарбі Теміралієв (амір Махарбі, Абудар) †, Усама Якубов (амір Усам) † |